# Bautier de Barfleur
Le bautier de Barfleur est un bateau de pêche à voile d'une dizaine de mètres. Construit dans l'un des chantiers du port de Barfleur, situé au nord-est du Cotentin, à la fin du XIXe siècle et dans la première moitié du XXe siècle, et notamment dans les chantiers Bellot, il tire son nom des baux, c'est-à-dire des cordes de pêche (d'où le nom équivalent de cordier du Cotentin) lovées dans des paniers, les  maunes.